# Eucladoceros
Eucladoceros ("dobře větvené paroží") je rod vyhynulých jelenovitých sudokopytníků, žijících v Evropě, na Blízkém Východě a ve Střední Asii v období raného pliocénu až raného pleistocénu (asi před 5 až 2 miliony let). V současnosti je rozeznáváno několik druhů tohoto rodu, jejichž systematika a příbuznost je ale stále poněkud nejasná. Podle některých autorů se jedná o příslušníka rodu Cervus (jelen). Formálně byl tento rod popsán roku 1868 Hughem Falconerem.

## Popis

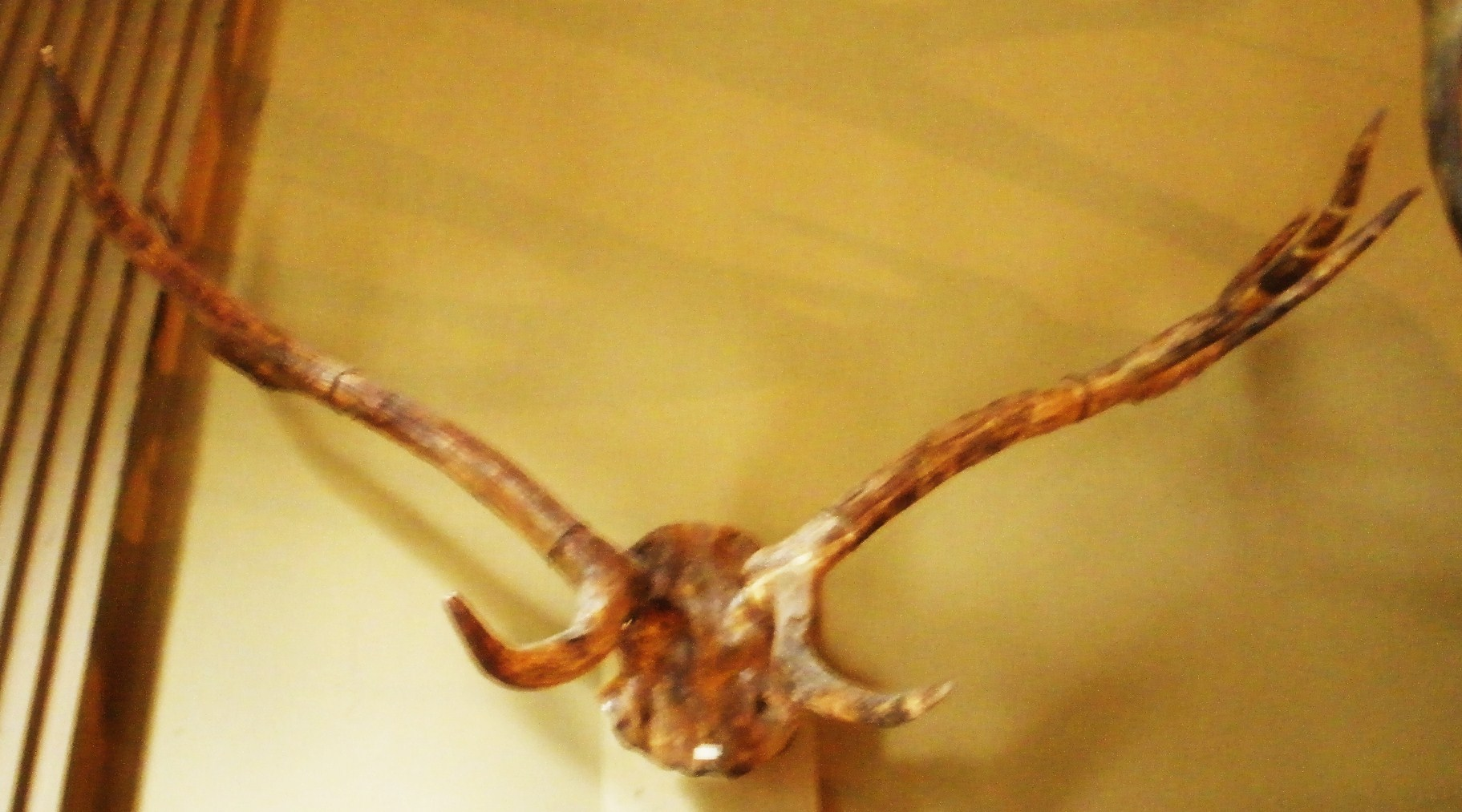
Paroží druhu Eucladoceros tegulensis.

Eucladoceros byl poměrně velký jelenovitý kopytník, délka jeho těla dosahovala asi 2,5 metru a výška v kohoutku zhruba 1,8 metru. Nápadné bylo jeho velké paroží, dosahující rozpětí až 1,7 metru. Nápadný je také "hřebenovitý" tvar paroží, podle kterého dostal tento savec i své rodové jméno.